# 阿斯普尔
阿斯普尔（法語：Aspres，法語發音：[aspʁ]）是法国东比利牛斯省的一个小型传统地区，位于比利牛斯山最东端，海拔高度约100-1200米，主要城镇为蒂尔。